# 德布氏盲鰻
德布氏盲鰻，（學名：Myxine debueni）為盲鳗科盲鰻屬的其中一種，分布於東南太平洋至西南大西洋的麥哲倫海峽 ，為深海魚類，目前僅從1970年之前在麥哲倫海峽道森島附近採集的兩個標本中得知，種名是為了紀念西班牙魚類學家費爾南多·德·布恩·洛薩諾，棲息深度可達300公尺，體延長呈圓柱狀，體後方側扁，眼退化為皮膚所覆蓋，無上下頜，體長可達57公分，棲息在泥底質海域，屬肉食性，沒有交配器官，性腺位於腹膜腔內，卵巢位於性腺的前部，睾丸位於性腺的後部，若性腺的顱部發育，則動物成為雌性；若性腺的尾部發生分化，則動物成為雄性，生活習性不明。